# Districtul Qacha's Nek
Districtul Qacha's Nek este una dintre cele 10 unități administrativ-teritoriale de gradul I  ale statului Lesotho. Reședința sa este localitatea  Qacha's Nek.